# Staines Town FC
Staines Town FC (celým názvem: Staines Town Football Club) je anglický fotbalový klub, který sídlí ve městě Staines-upon-Thames v nemetropolitním hrabství Surrey. Založen byl v roce 1892. Od sezóny 2018/19 hraje v Southern Football League Premier Division South (7. nejvyšší soutěž). Klubové barvy jsou modrá, žlutá a bílá.
Své domácí zápasy odehrává na stadionu Wheatsheaf Park s kapacitou 3 009 diváků.

## Získané trofeje
- West Middlesex Cup ( 1× )
  - 1923/24

## Úspěchy v domácích pohárech
Zdroj: 
- FA Cup
  - 2. kolo: 2007/08, 2009/10
- FA Trophy
  - 4. kolo: 2003/04

## Umístění v jednotlivých sezonách
Stručný přehled
Zdroj: 
- 1953–1956: Hellenic Football League
- 1956–1958: Hellenic Football League (Premier Division)
- 1963–1971: Spartan League
- 1971–1972: Athenian League (Division Two)
- 1972–1973: Athenian League (Division One)
- 1973–1975: Isthmian League (Second Division)
- 1975–1977: Isthmian League (First Division)
- 1977–1984: Isthmian League (Premier Division)
- 1984–1989: Isthmian League (First Division)
- 1989–1994: Isthmian League (Premier Division)
- 1994–2002: Isthmian League (First Division)
- 2002–2004: Isthmian League (Division One South)
- 2004–2009: Isthmian League (Premier Division)
- 2009–2015: Conference South
- 2015–2018: Isthmian League (Premier Division)
- 2018– : Southern Football League (Premier Division South)

Jednotlivé ročníky
Zdroj: 
Legenda: Z – zápasy, V – výhry, R – remízy, P – porážky, VG – vstřelené góly, OG – obdržené góly, +/- – rozdíl skóre, B – body, červené podbarvení – sestup, zelené podbarvení – postup, fialové podbarvení – reorganizace, změna skupiny či soutěže
| Sezóny  | Liga                                              | Úroveň | Z  | V  | R  | P  | VG  | OG | +/- | B  | Pozice |
| ------- | ------------------------------------------------- | ------ | -- | -- | -- | -- | --- | -- | --- | -- | ------ |
| 2009/10 | Conference South                                  | 6      | 42 | 18 | 13 | 11 | 59  | 40 | +19 | 67 | 8.     |
| 2010/11 | Conference South                                  | 6      | 42 | 11 | 14 | 17 | 48  | 63 | -15 | 47 | 15.    |
| 2011/12 | Conference South                                  | 6      | 42 | 12 | 10 | 20 | 53  | 64 | -11 | 46 | 15.    |
| 2012/13 | Conference South                                  | 6      | 42 | 13 | 8  | 21 | 61  | 78 | -17 | 47 | 18.    |
| 2013/14 | Conference South                                  | 6      | 42 | 18 | 9  | 15 | 56  | 57 | -1  | 63 | 8.     |
| 2014/15 | Conference South                                  | 6      | 40 | 7  | 4  | 29 | 39  | 82 | -43 | 25 | 21.    |
| 2015/16 | Isthmian League (Premier Division)                | 7      | 46 | 15 | 10 | 21 | 53  | 74 | -21 | 55 | 16.    |
| 2016/17 | Isthmian League (Premier Division)                | 7      | 46 | 16 | 13 | 17 | 78  | 68 | +10 | 61 | 12.    |
| 2017/18 | Isthmian League (Premier Division)                | 7      | 46 | 21 | 12 | 13 | 106 | 83 | +23 | 75 | 8.     |
| 2018/19 | Southern Football League (Premier Division South) | 7      | 42 |    |    |    |     |    |     |    |        |